# یاکوب کولاس
یاکوب کولاس (بلاروسی: Яку́б Ко́лас؛ ۳ نوامبر [سبک قدیمی: ۲۲ اکتبر] ۱۸۸۲ – ۱۳ اوت ۱۹۵۶) یک نویسنده، مترجم، شاعر، و پدیدآور اهل جمهوری سوسیالیستی بلاروس شوروی بود.
وی همچنین برنده جوایزی همچون جایزه دولتی اتحاد شوروی، درجه لنین، و درجه پرچم سرخ شده است.